# Blinkermuur
De Blinkermuur is een laatpaleolithische stapelmuur van een kilometer lang in Noord-Duitsland. De muur bestaat uit onbewerkte stenen en diende vermoedelijk om rendieren in een fuik te drijven.

## Tijdvak
De muur is rond 9000 v.Chr. aangelegd, in het Jonge Dryas of het vroege Preboreaal.

## Ligging en naam
De muur is na het einde van de laatste ijstijd onder water verdwenen doordat de zeespiegel sterk steeg in het snel opwarmende klimaat. Dit heeft rond 6500 v.Chr. plaatsgevonden bij het ontstaan van de Littorinazee, een voorfase van de Oostzee. Anno 2024 bevindt de muur zich 21 meter onder de zeespiegel, in de Duitse Mecklenburgerbocht. Hij ligt tien kilometer ten noordwesten van de plaats Rerik, tussen Lübeck en Rostock.
De muur is genoemd naar een onderzeese heuvel die enkele honderden meters noordwestelijker ligt. De muur loopt in oost-zuidoostelijke richting, weg van de huidige kustlijn. 

## Bouwwerk
De muur is 971 meter lang en in het algemeen minder dan een meter hoog, gemiddeld nog geen halve meter. Hij bestaat stenen van soms tientallen kilo's, afkomstig uit het till. Onderzoekers telden 1673 stenen, die qua formaat varieerden van een tennisbal tot een voetbal. De bouwstenen waren geplaatst tussen bestaande grote zwerfstenen van honderden tot meer dan tienduizend kilo. Deze grote keien lagen van nature niet in een rechte lijn, zodat de muur wat zigzagt.

## Bouwers
De muur werd vermoedelijk door nomadische, jagende groepen gebruikt om rendieren in een smalle strook langs de kust te drijven om ze op of bij de oever te doden. Het gebied was toegankelijk geworden toen het landijs van het Weichselien zich teruggetrokken had, maar het bleef dunbevolkt; in heel Noord-Europa leefden waarschijnlijk nog geen vijfduizend mensen.

## Ontdekking en duiding
De structuur werd in september 2021 toevallig opgemerkt toen studenten van het Leibniz-Institut für Ostseeforschung Warnemünde (IOW) echolocaties uitvoerden met hun docent Jacob Geersen. Er was iets ongewoons aan, en een jaar later onderzocht een nieuwe lichting studenten de structuur met een camera. De vondst werd gemeld bij het Landesamt für Kultur und Denkmalpflege Mecklenburg-Vorpommern (LAKD M-V), de erfgoedinstelling van Mecklenburg-Voor-Pommeren die het verdere onderzoek coördineerde. Er werd een multidisciplinair team van diverse Noord-Duitse onderzoeksinstellingen gevormd, met onder andere archeologen van de Universiteit van Kiel.
Het typische zigzagpatroon en de regelmatige ligging van de stenen waren niet te verklaren door natuurlijke oorzaken, en het team concludeerde dat het  bouwsel gebruikt moest zijn voor de jacht. Volkomen zeker is dat niet, aangezien er geen andere sporen van mensen of rendieren gevonden waren toen het onderzoek begin 2024 gepubliceerd werd.

### Hypothesen
Archeologen vermoedden al langer dat de jager-verzamelaars uit deze periode een goede kennis van het gebied hadden en niet willekeurig jaagden, maar anticipeerden op de rendiertrek. De moeite die zij investeerden in de muur ondersteunt die hypothese. Mogelijk hadden deze mensen zelf ook een vaste migratieroute.

## Vergelijking
De Blinkermuur is een van de oudste en grootste aangelegde structuren ter wereld. Vergelijkbare structuren waren al bekend uit de Grote Arabische Woestijn en uit het Amerikaanse Huronmeer, een van de Grote Meren; daar lag een muur op 30 meter diepte. Vermoedelijk waren deze structuren ook bedoeld om dieren bijeen te drijven, maar voor Europa is zo'n groot en oud bouwwerk een novum. Het is ook het eerste bouwwerk voor de jacht dat in de Oostzeeregio gevonden is.